# Caleb Agada
Caleb Apochi Agada est né le 31 août 1994 à Lafia est un joueur de basket-ball professionnel nigérian-canadien jouant pour le club Prometey du Championnat de Lettonie et d'Estonie de basket-ball. Il représente l'équipe nationale nigériane de basket-ball. En 2020-2021, il a mené la Premier League israélienne de basket-ball en termes de points par match et d'interceptions par match.

## Biographie

### Débuts
Caleb Agada est né au Nigéria et élevé au Canada (il déménage à Burlington en Ontario à l'âge de six ans).

### Carrière universitaire
Agada a joué au basketball universitaire pour les Gee-Gees de l'Université d'Ottawa de l'année 2012 à l'année 2017.
Il a reçu les honneurs consécutifs du Joueur défensif national de l’année U Sports en 2015-16 et 2016-17. Au niveau de la conférence, Agada a été nommé étoile de la première équipe des Sports universitaires de l'Ontario (SUO) lors de trois saisons consécutives de 2014 à 2017.
Au cours de la saison 2016-2017, il a récolté en moyenne 14,9 points, 6,4 rebonds et 3,3 passes décisives par match en tant que senior de cinquième année, remportant les honneurs de la deuxième équipe d'étoiles canadiennes.

### Carrière professionnelle
Agada a commencé sa carrière du côté espagnol CB Prat (en) lors de la saison 2017-2018, il a récolté en moyenne 14,4 points, 4,5 rebonds et 3,3 passes décisives. Il a rejoint le Melilla Baloncesto lors de la saison 2018-2019 avec  une moyenne de 12 points, 6,4 rebonds et 2,2 passes décisives. Il a également joué pour l'équipe canadienne des Hamilton Honey Badgers dans la Ligue canadienne de basketball élite où il a disputé deux matchs pour l'équipe avec une moyenne de 10 points, 7,5 rebonds et 4 passes décisives au cours de la saison 2018-2019,. Au cours de la saison 2019-2020, toujours avec les Melilla il a récolté en moyenne 14,7 points, 5,3 rebonds et 3,7 passes décisives,.
Le 19 mai 2020, il a signé avec l'Hapoel Be'er Sheva de la Premier League israélienne de basket-ball. Agada a récolté en moyenne 15 points, 6 rebonds, 3 passes décisives et 2 interceptions par match. Le 26 juillet, il a exercé son option de rester avec l'Hapoel Beer Sheva pour la saison 2020-2021. Le 14 septembre, Agada a été nommé joueur de la semaine après avoir contribué 25 points, huit rebonds et six passes décisives lors d'une victoire contre le Maccabi Rishon LeZion. En 2020-2021, il a mené la Premier League israélienne de basket-ball en termes de points par match (22,9) et d'interceptions par match (2,4).
Le 24 août 2021, Agada a signé avec Melbourne United pour la saison NBL 2021-2022.
Le 10 juillet 2022, il signe avec Prometey du Championnat de Lettonie et d'Estonie de basket-ball et de l'EuroCup.
Le 23 juin 2023, Agada décide de signer avec les Blackjacks d'Ottawa de la Ligue canadienne de basketball élite, mais a été libéré le 3 juillet.
Le 4 juillet 2023, Agada a resigné pour un deuxième passage avec le club de BC Prometey de la Ligue lettone-estonienne de basket-ball ; dont il fait encore partie aujourd’hui.

### Carrière en équipe nationale
Agada avait déjà été appelé pour jouer pour une équipe nationale canadienne de basket-ball. Il a été appelé pour jouer pour l'équipe nationale nigériane de basket-ball lors des matchs de qualification pour la Coupe du monde de basket-ball FIBA 2019. Lors de la fenêtre de qualification du 23 au 24 février 2019 à Lagos, il a récolté en moyenne 4,3 points, 4,7 rebonds et 4,3 passes décisives,. Il a été invité dans l'équipe préliminaire nigériane de la Coupe du monde de basket-ball FIBA 2019, mais il n'a pas fait partie de la liste finale des joueurs. En 2021, il a représenté le Nigéria aux Jeux olympiques de Tokyo,.